# Sal gorda (película)
Sal gorda es una película española de 1983 dirigida por Fernando Trueba. El guion fue escrito por Fernando Trueba y Óscar Ladoire, quién también participó en el largometraje como protagonista. En los 90 minutos de duración, se plantea como un homenaje a los clásicos de la comedia americana combinado con los ideales de la comedia española.

## Sinopsis
Un compositor famoso tiene que sacar un nuevo disco, pero no pasa por un buen momento personal, ya que se acaba de separar, y se ve inmerso en una crisis creativa. Dada la situación, su mánager le ofrecerá un tiempo de prórroga en el que deberá salir de la burbuja en la que se ve metido.

## Reparto
| Actor/Actriz                | Personaje         |
| --------------------------- | ----------------- |
| Óscar Ladoire               | Natalio R. Petrof |
| Silvia Munt                 | Palmira           |
| Antonio Resines             | Chuck Camacho     |
| Francisco Rabal             | Gabino            |
| Luis Ciges                  | Basilio           |
| Yelena Samarina             | Maria Ivanova     |
| Carmen Maura                | Presentadora T.V. |
| Santiago Álvarez            | Horacio           |
| Amparo Moreno               | Obdulia           |
| Eva Lyberten                | Brigida           |
| Whit Stillman               | Mortimer Peabody  |
| Narciso Ibáñez Menta        | Danilo            |
| Fernando Vivanco            | Loquero           |
| Edy Biagetti                | Irwin             |
| Lilian Mery                 | Adela             |
| Pepa Sarsa                  | Enfermera         |
| José Luis López             | Electroshockista  |
| Armando Fernández Fernández | Lenin             |
| Manuel Huete                | Copista           |
| Fernando Salas              | Afinador          |
| Hugo Astar                  | Walter Nelson     |
| José Segura                 | Transportista     |
| Rafael García Martos        | Transportista     |
| Agustín Grande              | Transportista     |
| Daniel Miranda              | Transportista     |
| Germán Cano                 | Transportista     |
| Manuel Zulueta              | Transportista     |
| José Luis Sansalvador       | Voz               |
| Antonio Drove               | Voz               |
| Zanna                       |                   |
| Mariano Barroso             | Enfermero         |

## Producción
Se trata del tercer largometraje de Fernando Trueba, después de Ópera Prima y del documental Mientras el cuerpo aguante.  En esta ocasión la produjo junto con Cristina Huete y Mariano Barroso.